# Philipp Wäger
Philipp Maximilian Wäger (* 14. Februar 2000 in Hamburg) ist ein deutscher Handballspieler, der für den deutschen Drittligisten Eintracht Hildesheim aufläuft.

## Karriere
Wäger spielte anfangs beim AMTV Hamburg. Zusätzlich gehörte er dem Kader der Hamburger Auswahl an. Später wechselte der Rechtshänder zum Handball Sport Verein Hamburg, mit dem er in der Saison 2017/18 in der A-Jugend Bundesliga auflief. Zusätzlich bestritt Wäger in derselben Spielzeit zwei Partien in der Hamburg-Liga für die Herrenmannschaft vom AMTV Hamburg, in denen er neun Treffer erzielte.
Wäger schloss sich im Sommer 2018 dem THW Kiel an. In Kiel lief er anfangs für die A-Jugend in der A-Jugend Bundesliga sowie für die 2. Mannschaft in der Oberliga auf. Am 17. September 2020 bestritt er in der EHF Champions League gegen RK Zagreb sein erstes Spiel für die Profimannschaft vom THW. In der letzten Spielminute erzielte Wäger einen Treffer. Am 4. Oktober 2020 wurde er erstmals in der Bundesliga eingesetzt. Im Dezember 2020 gewann er mit dem THW die EHF Champions League sowie 2021 die deutsche Meisterschaft. Ab Dezember 2021 war Wäger per Zweitspielrecht für den Drittligisten HSG Ostsee N/G spielberechtigt.
Zur Saison 2022/23 wechselte er zum Drittligisten Eintracht Hildesheim.